# 詹姆斯河
詹姆斯河（英語：James River）是一條位於美國維吉尼亞州的河流，長達547.160公里（340英哩），是該州最大的河。它的源頭在阿勒格尼山脉，河口在漢普頓錨地，最後經切萨皮克湾流入大西洋。
當地的印第安人稱此河為Powhatan河，17世紀，剛抵步的英國殖民者為了紀念他們的國王詹姆斯一世把它命名為「詹姆斯」。此河沿岸的第一個市鎮是建設於幾年後的詹姆斯鎮；此鎮亦是英國在美洲的第一個永久殖民地，名字的由來也是為了紀念詹姆斯一世。
根據2000年的統計，詹姆斯河沿岸總共住有約2.6百萬居民。